# Ludvíkov pod Smrkem
Ludvíkov pod Smrkem (do roku 1946 Lusdorf pod Smrkem, německy Lusdorf nebo Lusdorf an der Tafelfichte) je vesnice ve Frýdlantském výběžku, část města Nové Město pod Smrkem v Libereckém kraji, vzdálená asi dva kilometry jihozápadně od Nového Města pod Smrkem. Nachází se ve stejnojmenném katastrálním území o rozloze 13,7 km2 a protéká jí Ludvíkovský potok.
První písemná zmínka pochází z roku 1381 (dle jiných zdrojů ale až 1592) a své jméno pravděpodobně dostala po svém lokátorovi a prvním rychtáři. Ještě starší než samotná obec je však místní památkově chráněný kostel svatého Petra a Pavla. Během 15. a 16. století ve vesnici bydleli havíři, kteří v blízkých kopcích dolovali cínovou a měděnou rudu. Po založení Nového Města pod Smrkem se však zázemí horníků přesunulo tam a v Ludvíkově se rozšiřilo zemědělství. Když se ve druhé polovině 19. století rozvíjely v Novém Městě textilky, ovlivnilo to i život v Ludvíkově, kde vznikl dřevozpracující závod, který svými výrobky novoměstské továrny zásoboval. Ke konci století byla v Ludvíkově založena i škola, v níž se učilo až do roku 1968, kdy škola zanikla a její prostory se začaly využívat pro výrobu elektrotechnických součástek. Tou dobou byl již ovšem Ludvíkov součástí Nového Města pod Smrkem (k jeho začlenění došlo roku 1960). Na přelomu 20. a 21. století sídlil ve vesnici hřebčín vychovávající dostihové koně, kteří se účastnili i Velké pardubické.
Ve vesnici dochází ke křížení dvou silnic třetí třídy. Ty jsou současně hranicemi vymezující dvě chráněná území, která se v okolí Ludvíkova rozkládají. Jihovýchodním směrem je to chráněná krajinná oblast Jizerské hory a západním přírodní park Peklo.

## Název
Pojmenování vesnice je odvozeno od jména lokátora obce (tedy prvního osadníka) a současně též jejího prvního rychtáře, jenž se jmenoval Ludwig. Jméno obce (německy das Dorf des Ludwig) se překládá jako ves Ludvíkova. Název vesnice do současné podoby přecházel od Lodwigissdorff (1381), přes Ludwigsdorf (1463), Lodewigsdorff (1499), Lodwigisdorf (1507), Lodwigiszdorff bei Friedlandt (1512), Ludwigszdorf (1564), Losdorff (1574), Luesdorff (1599), Lusßdorff (1564) po Lusdorf (1790). Pojmenování Lusdorf vydrželo až do začátku 20. století. Následně však bylo roku 1910 vystřídáno Lusdorf u Tafelfichte které se změnilo na Lusdorf pod Smrkem, jež se používalo od roku 1921. Toto pojmenování se vyhláškou československého ministra vnitra Václava Noska v roce 1946 změnilo na současné Ludvíkov pod Smrkem.

## Historie

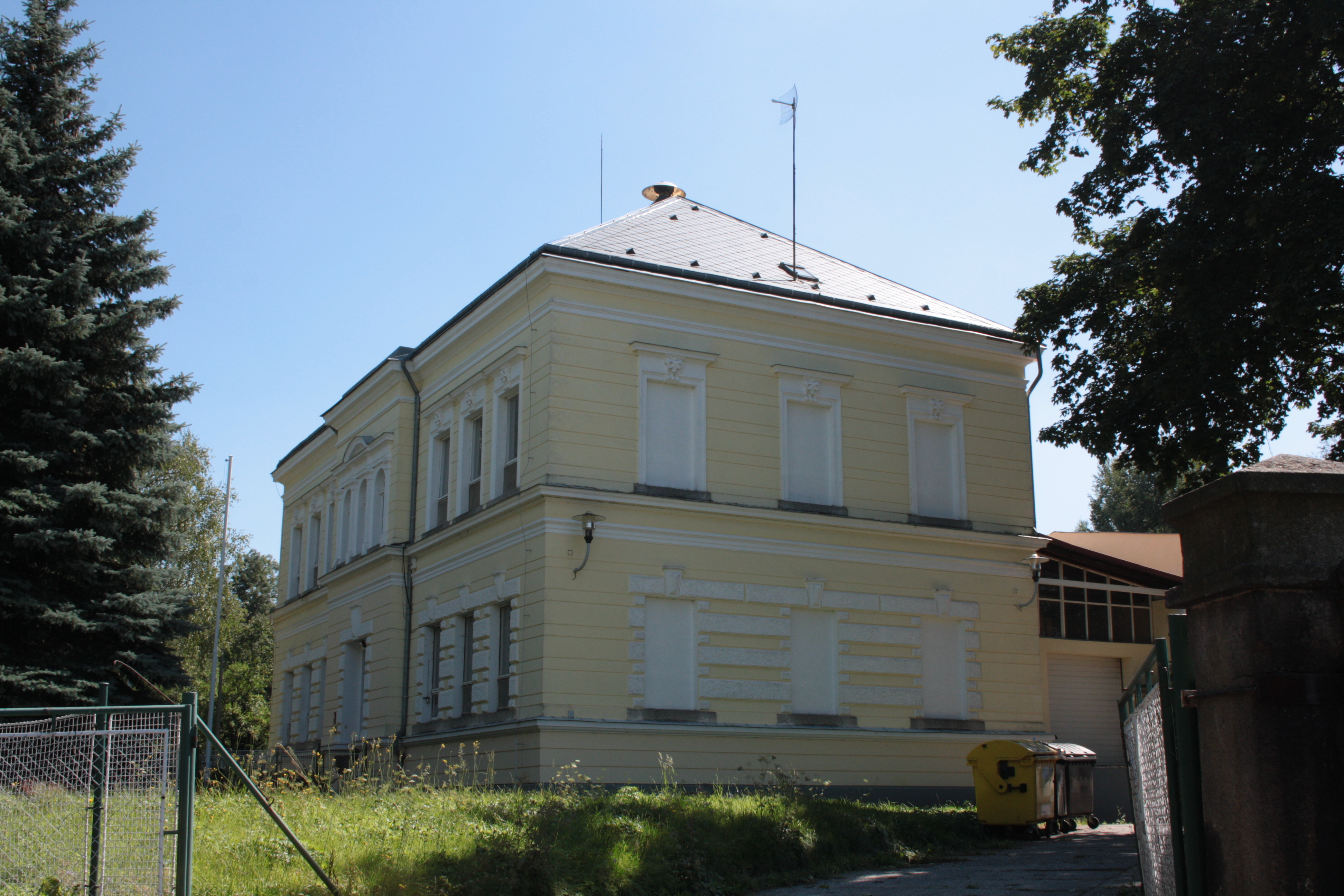
Bývalá škola

První písemná zmínka o obci pochází z roku 1381, kdy je uvedena v urbáři (soupisu usedlostí a jejich obyvatel) frýdlantského panství (dle jiných zdrojů je ale první zmínka datovaná až k roku 1592). Tím se řadí mezi první osídlená místa ve Frýdlantském výběžku. Již k roku 1346 je však zmiňován zdejší kostel svatého Petra a Pavla. Do doby, než bylo roku 1584 Melchiorem z Redernu založeno Nové Město pod Smrkem, zde měli své zázemí horníci, jenž dobývali v Jizerských horách (především na Svinském vrchu) cínovou a měděnou rudu. Do roku 1588 v obci též sídlil perkmistr (úředník, jenž má na starosti hornickou a důlní správu na území státu či oblasti).

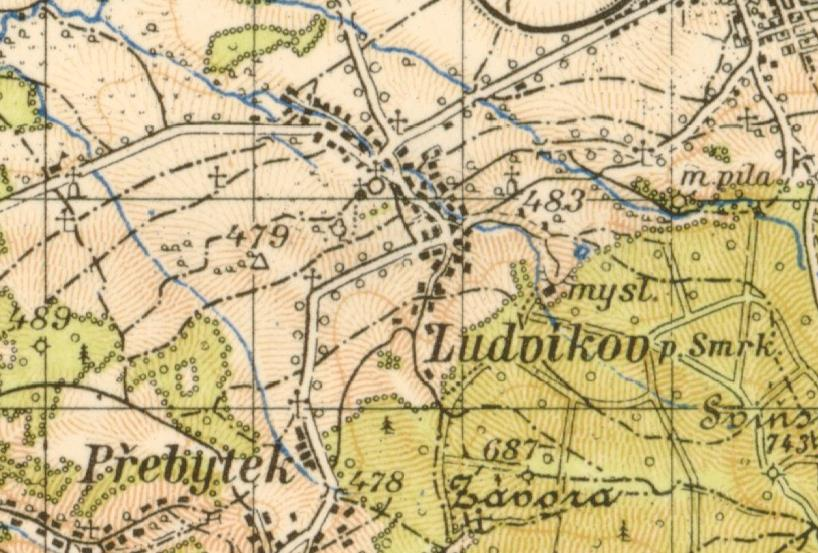
Ludvíkov pod Smrkem na mapách III. vojenského mapování

Když skončila třicetiletá válka a období protireformace, rozvíjela se zemědělská činnost ludvíkovských obyvatel. Svědčí o tom i stále patrné rozdělení polností na dlouhé úzké pruhy, jehož si lze všimnout především při pohledu z Ludvíkovského vrchu. Každý z pozemků patřil jedné rodině, resp. jednomu statku, a byl obděláván tak zvaným trojpolním hospodářstvím. Zdárně se zde rozvíjelo také ovocnářství a sadařství, neboť má zdejší oblast ve srovnání s ostatními částmi Nového Města pod Smrkem mírnější místní klima. Dařilo se tak jabloním, hrušním, slivoním i třešním. Významné však byly také louky a pastviny, na nichž se pásl skot a jiná hospodářská zvířata.
Roku 1651 se majitelem frýdlantského panství, kam Ludvíkov patřil, stal rod Gallasů a s nimi přišla také rekatolizace obyvatelstva. Někteří však tuto římskokatolickou víru odmítli přijmout a raději volili emigraci do Lužice nebo do Slezska. Když na konci 17. století proti gallasovskému hospodářskému útlaku vzplanulo na Frýdlantsku povstání, do jehož čela se postavil kovář Andreas Stelzig z Dolní Řasnice, přidal se Ludvíkov – na rozdíl například od Nového Města pod Smrkem – na stranu vzbouřenců. Po potlačení povstání musela obec kvůli své účasti na něm uhradit vrchnosti pokutu ve výši 300 zlatých. Rychtář však uhradil jen desetinu pokuty a o zbytku pak jeho dědicové tvrdili, že ho vrchnost odpustila. Nevolnictví bylo nakonec zrušeno výnosem císaře Josefa II. v roce 1781. Toho roku stálo v Ludvíkově na 107 domů a vesnice tak patřila mezi nejlidnatější na Frýdlantsku. Ještě před vydáním dekretu rušícím nevolnictví se budoucí panovník v roce 1779 vydal na inspekční cestu po Liberecku, aby si přímo v kraji prohlédl důsledky válek o rakouské dědictví, a 16. září projížděl také Ludvíkovem.
Během druhé poloviny 19. století se zakládaly v Novém Městě pod Smrkem textilní továrny (především Klingerova společnost). To ovlivnilo i život v Ludvíkově, neboť na zdejších pozemcích vznikl dřevovýrobní a dřevosoustružnický provoz, jenž svými výrobky (například napínacími rámy) zásoboval novoměstskou textilku. Roku 1883 došlo k založení zdejšího sboru dobrovolných hasičů. O tři roky později byla stavitelem Antonem Modelem zbudována silnice do Nového Města pod Smrkem, roku 1891 byla dokončena silnice do Luhu a za následujících pět let i komunikace do Libverdy. V roce 1891 se otevřela místní škola. Na přelomu 19. a 20. století se z Libverdy vyvážela tamní léčivá kyselka až do Prahy a k její dopravě se využívali i ludvíkovští povozníci. Roku 1913 byl v Novém Městě pod Smrkem zřízen samostatný okresní soud, pod jehož správu spadal i Ludvíkov. Po druhé světové válce spravoval novoměstský soud spravován z Frýdlantu, tehdejšího okresního města, a k 1. únoru 1949 zanikl úplně. Po druhé světové válce také došlo k odsunu německého obyvatelstva. Ludvíkovští byli během roku 1946 shromažďováni v táboře v Novém Městě pod Smrkem. V té době ještě mlel i Novákův vodní mlýn (někdy nazývaný Ludvíkovský). Stál na pravém břehu Ludvíkovského potoka směrem k Raspenavě. V jeho okolí se rozkládá zemědělské hospodářství. Roku 1968 zanikla místní škola a její prostory po přestavbě probíhající až do roku 1970 posléze využívala pro výrobu elektrotechnických součástek firma Tesla, jíž po Sametové revoluci vystřídala společnost CiS systems. Samostatnou obcí byl Ludvíkov až do roku 1960, kdy se stal součástí Nového Města pod Smrkem. Roku 1975 došlo k postavení místního domu mládeže a o dvanáct let později byla zbudována také místní prodejna potravin. Na přelomu 20. a 21. století působil ve vesnici hřebčín Radopex vychovávající dostihové koně, kteří se účastnili i Velké pardubické.

## Přírodní poměry

### Geologická stavba, reliéf a půdy
Po geologické stránce se v oblasti vesnice nacházejí kvartérní nezpevněné sedimenty. Jižní část je tvořena hlínami a kameny, severní část hlinitými štěrky. Hranici mezi nimi tvoří přibližně silnice do Raspenavy a Lázní Libverdy. Údolí Ludvíkovského potoka je tvořeno nivními sedimenty (hlínou, pískem či štěrky). Jižně od Ludvíkova jsou vrcholky Jizerských hor tvořené zde proterozoikálními metamorfity (fylitem a svorem), které na severních úpatích přecházejí v ortorulu. V těchto jizerskohorských vrcholech se také nacházely doly, v nichž se od konce 16. století těžil kasiterit, ze kterého se následně získával cín. Horníci z Krušnohorska a Tyrolska, které sem tehdejší majitelé panství – Redernové – pozvali, založili v těchto místech desítky jam a štol. Cínu se využívalo při výrobě nádobí (mís i talířů), dále svícnů, nočníků, ale také rakví. Za vlády Gallasů (v 17. století) již ovšem výtěžnost dolů klesala a těžba v nich se nakonec ukončila.
Horopisně náleží oblast do České vysočiny, konkrétně do Krkonošsko-jesenické subprovincie, v níž je součástí Krkonošské oblasti, přesněji jejího celku Frýdlantská pahorkatina. Jihovýchodně od vesnice se nacházejí vrcholy Závorník (695 m n. m.) a Svinský vrch (756 m n. m.), které jsou součástí Jizerských hor. Z pedologického hlediska se v oblasti Ludvíkova pod Smrkem nachází kambizemě a v okolí vodního toku glejové půdy.

### Vodstvo a podnebí
Oblast se řadí k úmoří Baltského moře. Protéká jí Ludvíkovský potok, který pramení na úpatí Svinského vrchu a severozápadně od vesnice se vlévá do Lomnice. Těsně před tím, než potok podchází silnici III/29015, je na jeho pravém břehu požární nádrž. Klimaticky patří Ludvíkov pod Smrkem dle Quittovy klasifikace do mírně teplé oblasti MT2, vyznačující se průměrnými lednovými teplotami pohybujícími se mezi −3 a −4 °C, dubnovými v rozmezí 6–7 °C, průměrnými červencovými teplotami od 16 do 17 °C a říjnová teplota se v průměru pohybuje v mezích od 6 do 7 °C. Celkem 120 až 130 dní v roce se v oblasti vyskytují srážky s úhrnem alespoň 1 mm a ve vegetačním období je srážkový úhrn ve výši 450 až 500 mm, naopak během zimního období je srážkový úhrn na hodnotách 250 až 300 mm. Sněhová pokrývka zde leží průměrně od 80 do 100 dní.

### Flóra a fauna
Potenciální přirozená vegetace je tvořena bikovou bučinou (Luzulo-Fagetum). Z fytogeografického členění je oblast součástí okrsku Frýdlantská pahorkatina, resp. obvodu Českomoravské Mezofytikum. V biogeografickém členění je součástí hercynské podprovincie, přesněji Žitavského bioregionu.
Rostou zde duby zimní (Quercus petraea) i letní (Quercus robur), lípy srdčité (Tilia cordata) i velkolisté (Tilia platyphyllos), jilm vaz (Ulmus laevis) či javor klen (Acer pseudoplatanus). V blízkosti vodních toků je možné nalézt též olši lepkavou (Alnus glutinosa), vrbu bílou (Salix alba) či bez červený (Sambucus racemosa) nebo černý (Sambucus nigra). Roste tu ale také podbělice alpská (Homogyne alpina), čípek objímavý (Streptopus amplexifolius), měsíčnice vytrvalá (Lunaria rediviva), mléčivec alpský (Cicerbita alpina), kokořík přeslenitý (Polygonatum verticillatum) a mnohokvětý (Polygonatum multiflorum), pryskyřník platanolistý (Ranunculus platanifolius), hořec tolitovitý (Gentiana asclepiadea), čarovník alpský (Circaea alpina) nebo lilie zlatohlavá (Lilium martagon).

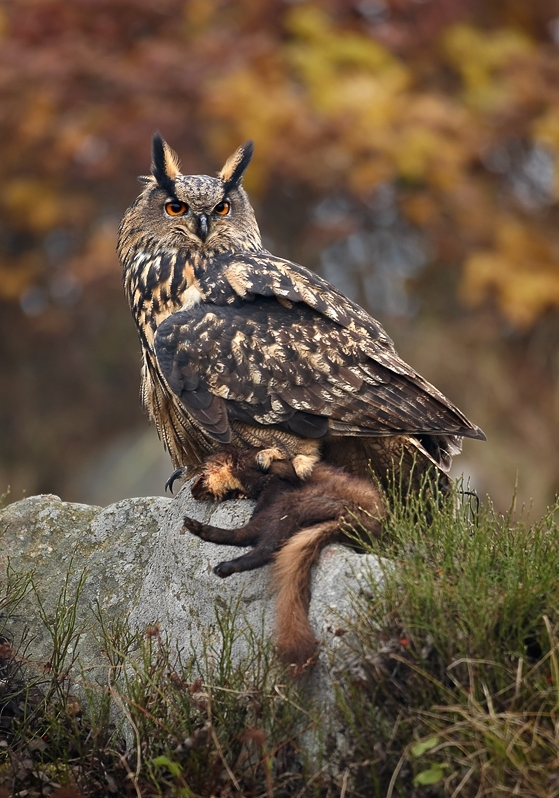
Výr velký (Bubo bubo)

Mezi zástupce živočichů patří například kuna skalní (Martes foina), rejsek horský (Sorex alpinus), výr velký (Bubo bubo), sýc rousný (Aegolius funereus), sýček obecný (Athene noctua), kulíšek nejmenší (Glaucidium passerinum), včelojed lesní (Pernis apivorus), holub doupňák (Columba oenas), lejsek malý (Ficedula parva), luňák červený (Milvus milvus) a dudek chocholatý (Upupa epops). Z motýlů se v oblasti vyskytují třeba batolec duhový (Apatura iris) či martináč bukový (Aglia tau).

### Ochrana životního prostředí

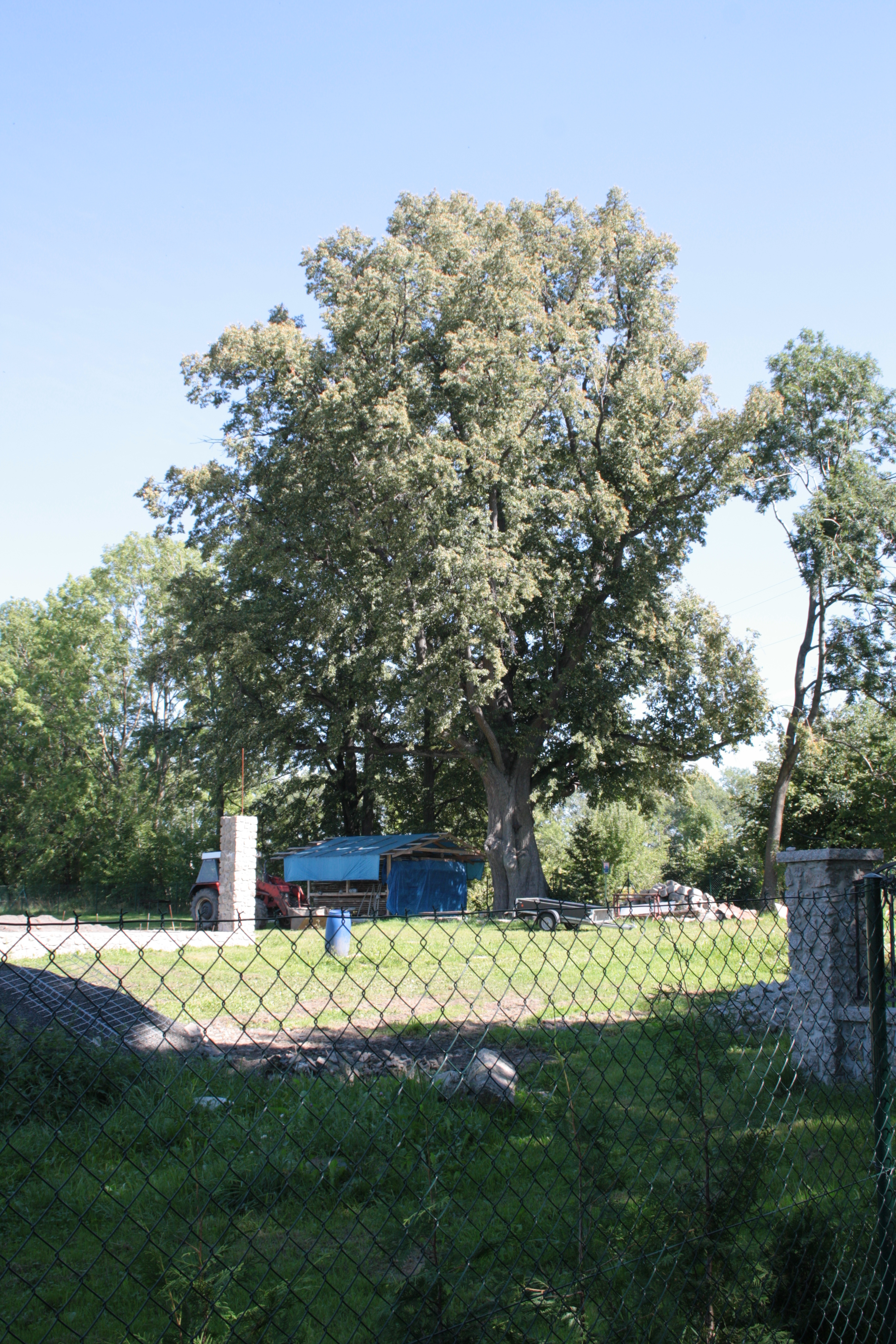
Horákova lípa

Vesnicí prochází hranice oddělující Chráněnou krajinnou oblast Jizerské hory a přírodní park Peklo. Vedena je od jihovýchodu silnicí III/29015, přičemž západně od komunikace je přírodní park a východně chráněná krajinná oblast. Hranicí je tato komunikace až do křižovatky se silnicí III/29011, odkud hranice chráněné krajinné oblasti dále pokračuje po jižní straně křižující silnice směrem k Novému Městu pod Smrkem, kdežto hranice přírodního parku i nadále po západní straně sleduje komunikaci III/29015 směrem na Hajniště. Do katastru Ludvíkova patří i přírodní památka Pod Smrkem, nacházející se východně od vesnice na úpatí Svinského vrchu.
Přímo ve vesnici je několik památných stromů. Je to jednak 250 let stará lípa malolistá (Tilia cordata) vysoká 26 m s kmenem o obvodu 500 cm (někdy nazývaná též „Horákova lípa“, protože stojí v blízkosti rozvalin Horákova statku) a dále skupina tří památných stromů u domu čp. 28, jejichž stáří se pohybuje mezi 100 až 200 lety. Patří sem buk lesní (Fagus sylvatica) s výškou 25 m a obvodem kmene 375 cm, dále lípa malolistá dosahující výšky 31,5 m a obvodu kmene 450 cm a také jírovec maďal (Aesculus hippocastanum) o výšce 19 m a obvodu kmene 378 cm.

## Obyvatelstvo
Počet obyvatel od roku 1869 do začátku 20. století klesal. Následně až do začátku první světové války stoupal. Po ní sice poklesl, avšak razantní pokles je zaznamenán až po druhé světové válce (v souvislosti s odsunem německého obyvatelstva). Od té doby se pokles počtu obyvatel ve vesnici nezastavil. Počet domů se od roku 1869 do konce druhé světové války pohyboval v mezích od asi 200 po cca 240. Po válce však nastal propad až na 90 domů na začátku 21. století.
Vývoj počtu obyvatel a domů v letech udává tabulka:
| Rok            | 1781 | 1869 | 1880 | 1890 | 1900 | 1910 | 1921 | 1930 | 1950 | 1961 | 1970 | 1980 | 1991 | 2001 |
| -------------- | ---- | ---- | ---- | ---- | ---- | ---- | ---- | ---- | ---- | ---- | ---- | ---- | ---- | ---- |
| Počet obyvatel | –    | 1282 | 1168 | 1080 | 1214 | 1225 | 1026 | 932  | 377  | 373  | 286  | 245  | 182  | 182  |
| Počet domů     | 107  | 197  | 201  | 206  | 236  | 236  | 234  | 212  | 162  | –    | 82   | 71   | 92   | 90   |

### Náboženský život
V Ludvíkově je sice římskokatolický kostel svatého Petra a Pavla, leč bohoslužby se v něm nekonají. Věřící tudíž musí do Nového Města pod Smrkem, kde je farní kostel svaté Kateřiny. Celá oblast spadá pod novoměstskou farnost římskokatolické církve. Ani další církve nemají v Ludvíkově svůj sbor či náboženskou obec. Církev českobratrská evangelická má svůj farní sbor v Novém Městě pod Smrkem a církev československá husitská svou náboženskou obec ve Frýdlantě.

## Společnost

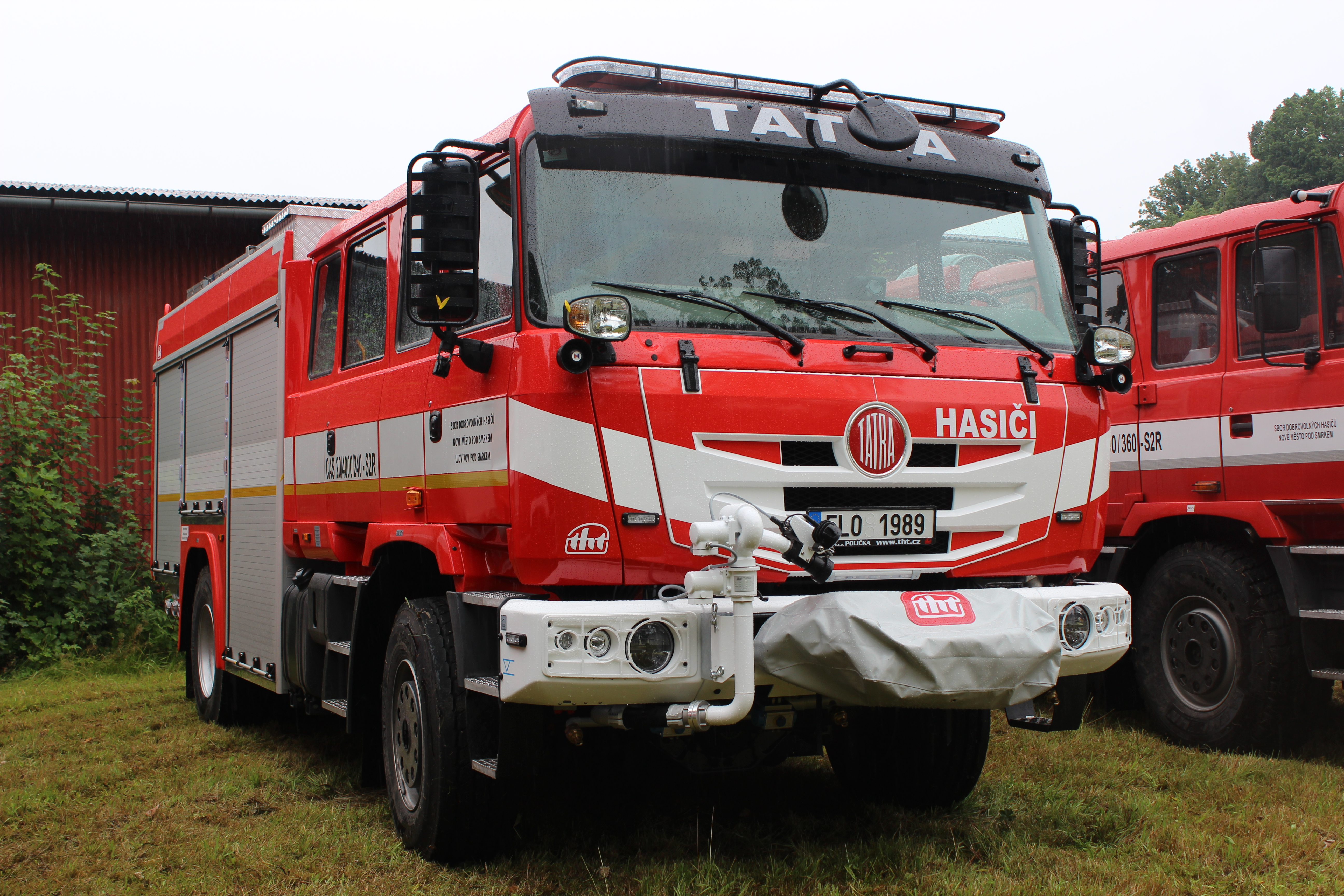
Hasičský automobil dodaný místnímu sboru v roce 2023

Vesnice nemá svou školu, ani lékaře. Obojí je v Novém Městě pod Smrkem, kam spádově patří. V Ludvíkově funguje jednotka dobrovolných hasičů vybavená automobily Avia A31 a od roku 2004 také CAS-24 Škoda 706 RTHP, jenž vystřídal do té doby používanou Pragu V3S. V roce 2023 pořídilo Nové Město pod Smrkem hasičům zcela nový vůz Tatra Terra, jenž se tak stal prvním úplně novým automobilem, který kdy jednotka dostala. Hasiči se vedle hašení požárů pravidelně zúčastňují hasičských závodů v České republice i v zahraničí, v nichž se umisťují na předních místech. Současně pořádají také společenské akce při společenských událostech vesnice (například pálení čarodějnic). Na západním okraji vesnice při silnici III/29011 se nachází objekt zemědělského družstva. Statek čp. 127 patří české herečce Jorze Kotrbové, která v jeho okolí chová koně. Stejná zvířata zde v letech 2002 i 2004 choval rovněž fotbalový trenér Josef Csaplár, jenž zde také bydlel. Jihozápadně od Ludvíkova leží osada Přebytek, která je také jeho součástí. Jižně od Přebytku i od Ludvíkova vede žluté značená turistická trasa. Ta se jihovýchodně od Ludvíkova na rozcestí pojmenovaném „U Zemánků“ setkává s červeně značenou místní trasou vedoucí jižním okolím Nového Města pod Smrkem. Jižně od Ludvíkova je také veden cyklistický Singltrek pod Smrkem a přímo vlastní vesnicí po silnici III/29011 prochází cyklistická trasa číslo 3006. Příznivcům lyžování je východně od vesnice veden okruh Stop pod Smrkem.

## Hospodářství a doprava

### Hospodářství
V objektu bývalé školy má výrobnu svých elektrotechnických zařízení společnost CiS systems. Dále zde sídlí několik malých řemeslných provozů (například truhlářství Luboše Vrabce v čp. 84). Ubytování nabízí ve svém penzionu Smrk manželé Poštolkovi (čp. 8) a v objektu čp. 9 nabízí ubytování s možností vyjížděk na koni. Koně mají sice vlastní, nicméně nabízí se i ustájení dalších koní.

### Doprava

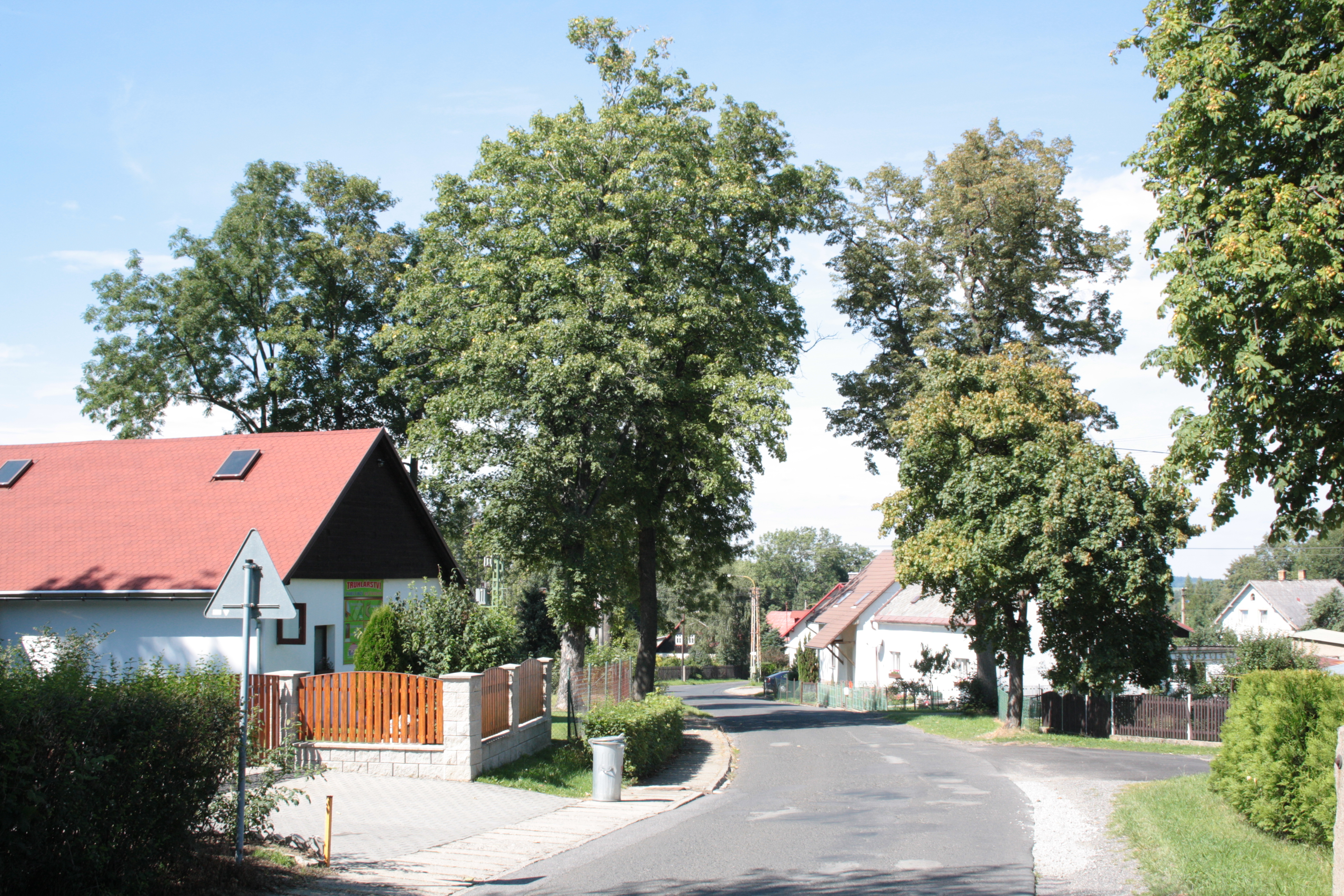
Silnice III/29015

Ve vesnici se nachází křižovatka dvou silnic třetí třídy – silnice III/29011 spojuje Ludvíkov s Raspenavou na západě a s Novým Městem pod Smrkem na východě. Druhou silnicí třetí třídy, která vesnicí prochází, je komunikace III/29015, jež vytváří spojnici s Hejnicemi a Lázněmi Libverdou na jihu a Hajništěm na severu. Od Lázní Libverdy přijíždělo či tímto směrem odjíždělo podle Celostátního sčítání dopravy provedeného v roce 2010 denně celkem 591 vozidel ve skladbě 490 osobních či dodávkových vozidel, 82 těžkých motorových vozidel a 19 jednostopých. Po komunikaci směřující do Nového Města pod Smrkem jezdilo v tom roce denním úhrnem 830 vozidel se skladbou 713 osobních nebo dodávkových, 85 těžkých a 32 jednostopých motorových vozidel. Intenzity automobilové dopravy na ostatních komunikacích nebyly zjišťovány.
V Hajništi je železniční zastávka na jednokolejné neelektrifikované trati číslo 039 spojující Frýdlant s Jindřichovicemi pod Smrkem. Během druhé světové války se sice objevily úvahy na zdvojkolejnění trati, avšak k jejich realizaci nedošlo. Další stanice je v Novém Městě pod Smrkem. Ludvíkovu se však trať vyhýbá. Autobusové spojení má vesnice vedle krajského města i s Frýdlantem, Raspenavou, Novým Městem pod Smrkem, Krásným Lesem, Horní i Dolní Řasnicí a Jindřichovicemi pod Smrkem. Železniční spojení je v Hajništi přímými vlaky do Frýdlantu a do Liberce.

## Pamětihodnosti

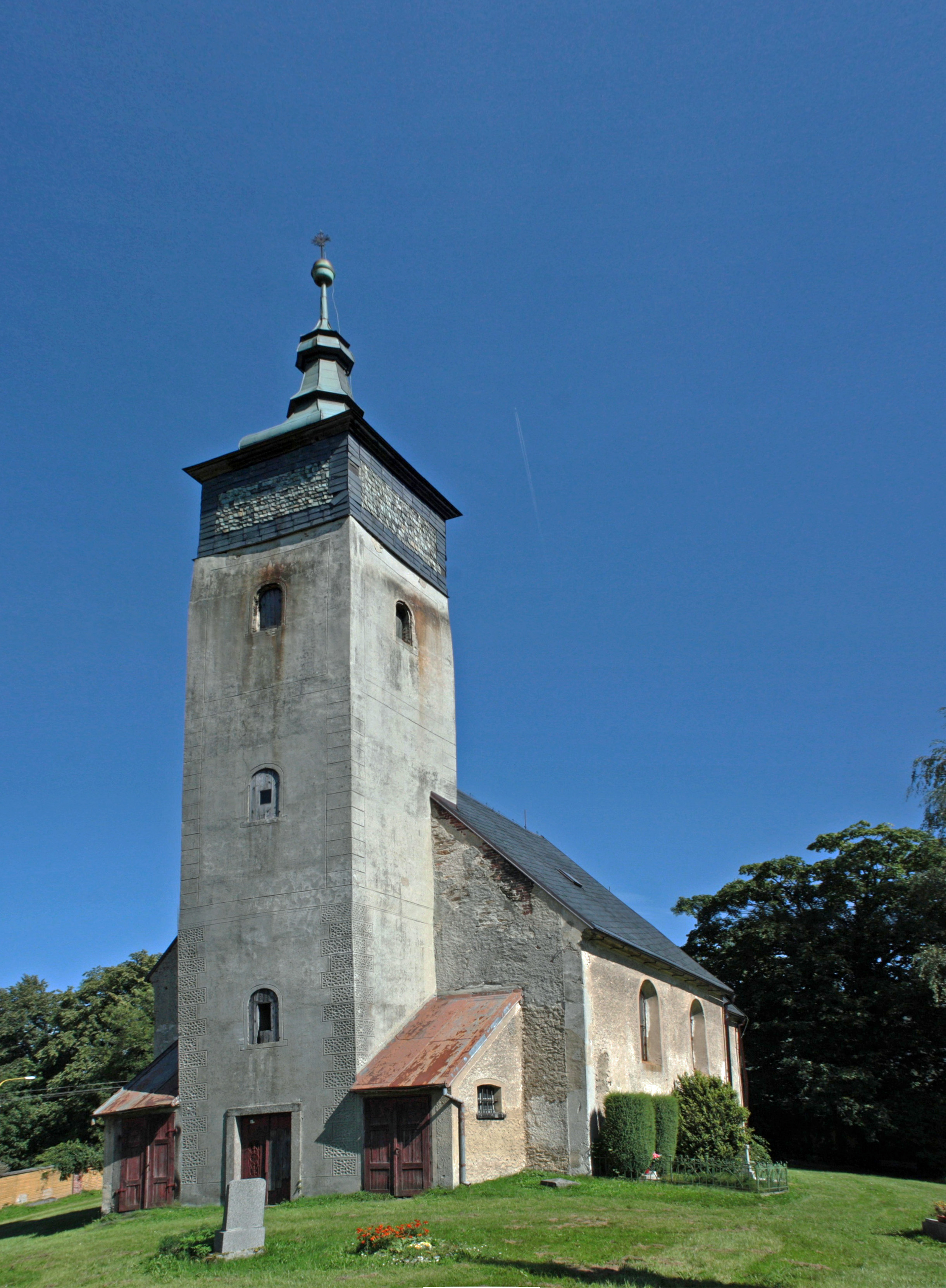
Kostel svatého Petra a Pavla

Jedinou kulturní památkou v Ludvíkově je kostel svatého Petra a Pavla, jenž byl založen ve 14. století. Jeho věž však pochází až ze 16. století. K úpravám kostela docházelo v letech 1643 a 1741. V jeho interiéru je dřevěná tříramenná kruchta, pozdně gotická kamenná křtitelnice ze 16. století a v presbytáři je raně gotická křížová klenba bez žeber. V sakristii se nachází pomník obětem první světové války. Chrámová loď, předsíň i sakristie mají ploché stropy. Na věži je ve vrchní části bedněné patro. Okolo kostela je fungující hřbitov, v jehož jihozápadní části stojí hřbitovní kaple, která byla zbudována v letech 1868 až 1869.